# بخش هارپرزفیلد (شهرستان اشتابولا، اوهایو)
بخش هارپرزفیلد (به انگلیسی: Harpersfield Township) یک منطقهٔ مسکونی در ایالات متحده آمریکا است که در شهرستان آشتابولا، اوهایو واقع شده‌است.
 بخش هارپرزفیلد ۶۷٫۲ کیلومتر مربع مساحت و ۲٬۶۹۵ نفر جمعیت دارد و ۲۷۰ متر بالاتر از سطح دریا واقع شده‌است.